# Associazione Calcio Cesena 2011-2012
Questa voce raccoglie le informazioni riguardanti l'Associazione Calcio Cesena nelle competizioni ufficiali della stagione 2011-2012.

## Stagione
Per la stagione 2011-12 il Cesena ha nella propria rosa il romeno Mutu, ex Juventus e Fiorentina. La partita con il Napoli del 10 settembre viene disputata, per la prima volta in A, su un campo in erba sintetica. Dopo 4 sconfitte iniziali, alla quinta giornata la formazione ottiene il primo punto (per effetto di un pareggio con il Chievo). La prima vittoria, invece, giunge soltanto a novembre dopo il cambio in panchina vincendo a Bologna per 1-0. Una settimana più tardi, i bianconeri fanno altri 3 punti sconfiggendo il Genoa e lasciando l'ultima posizione.
Nel penultimo turno di andata, viene battuto anche il Novara (diretto concorrente per la salvezza) per 3-1. Il Cesena chiude il girone d'andata con soli 15 punti. Nella fase di ritorno, i romagnoli non abbandonano però i bassifondi della classifica, fa solo 2 punti nelle prime 5 gare di ritorno e Arrigoni dà le dimissioni, sostituito da Mario Beretta. La retrocessione è certa già a fine aprile dopo 5 punti fatti in 10 giornate e dopo la sconfitta con la Juventus. A una giornata dal termine, i novaresi "vendicano" la sconfitta imponendosi per 3-0: il Cesena termina all'ultimo posto, con 22 punti (10 in meno dei piemontesi) frutto di solo 4 vittorie, 10 pareggi e ben 24 sconfitte. 

## Divise e sponsor
Il fornitore ufficiale di materiale tecnico per la stagione 2011-2012 è Adidas, mentre lo sponsor di maglia è Technogym. Prima maglia bianca con inserti neri e scollo a V, il modello è quello già visto, tra le altre, per la nazionale spagnola. Sul petto lo sponsor Technogym viene confermato e da mesi aveva già annunciato il prolungamento dell'accordo con i romagnoli. I calzoncini sono neri, i calzettoni bianchi. Per le trasferte divisa nera e la novità blu con inserti bianchi. Dietro il colletto di tutte le maglie troviamo la scritta "Associazione Calcio Cesena" colorata di verde, bianco e rosso. Capitolo personalizzazioni: nere per la prima divisa, argentate per le restanti. La novità maggiore riguarda la terza divisa, di colore blu con le rifiniture bianche e il colletto differente rispetto alle prime due casacche, che sostituisce il vecchio verde. Poche novità invece per la divisa del portiere, che vestirà un verde più acceso di quello della scorsa stagione.
| 1ª divisa | 2ª divisa | 3ª divisa |

## Organigramma societario
Area direttiva
- Presidente: Igor Campedelli
- Direttore generale: Luca Mancini
- Consiglio di amministrazione: Anselmo Campedelli, Augusto Campedelli, Massimo Campedelli, Fabio Campedelli, Giorgio Lugaresi, Marino Vernocchi, Graziano Pransani, Gianluca Salcini, Annunzio Santerini, Mauro Giorgini, Edo e Lorenzo Lelli, Umberto Filippi, Delio Valentini, Giorgio Tosi e Michele Manuzzi, Luca Della Vedova, Luca Leoni, Dino Tisselli, Marco Da Dalto, Gianluca Cola, Mirco Casalboni, Thomas Rossini e Maurizio Marin

Area tecnica
- Direttore area tecnica: Lorenzo Minotti
- Responsabile mercato: Maurizio Marin
- Allenatore: Marco Giampaolo, da novembre Daniele Arrigoni, da febbraio Mario Beretta
- Allenatore in seconda: Leonardo Colucci, da novembre Nicola Cancelli, da febbraio Massimiliano Canzi
- Collaboratore tecnico: Mattia Vincenzi
- Preparatore atletico: Marco Giovannelli
- Preparatore dei portieri: Roberto Bocchino

## Rosa
| N. |                      | Ruolo | Calciatore                    |
| -- | -------------------- | ----- | ----------------------------- |
| 1  | Italia (bandiera)    | P     | Francesco Antonioli           |
| 2  | Uruguay (bandiera)   | D     | Guillermo Rodríguez           |
| 3  | Lettonia (bandiera)  | D     | Aleksejs Giļničs              |
| 4  | Italia (bandiera)    | D     | Luca Ricci                    |
| 5  | Italia (bandiera)    | C     | Roberto Guana (vice capitano) |
| 6  | Italia (bandiera)    | D     | Maurizio Lauro                |
| 7  | Brasile (bandiera)   | A     | Éder                          |
| 7  | Argentina (bandiera) | C     | Mario Santana                 |
| 8  | Italia (bandiera)    | C     | Antonio Candreva              |
| 9  | Paraguay (bandiera)  | C     | César Meza Colli              |
| 9  | Italia (bandiera)    | A     | Vincenzo Iaquinta             |
| 10 | Romania (bandiera)   | A     | Adrian Mutu                   |
| 11 | Italia (bandiera)    | A     | Vincenzo Rennella             |
| 13 | Italia (bandiera)    | D     | Marco Rossi                   |
| 14 | Italia (bandiera)    | C     | Giuseppe Colucci (capitano)   |
| 15 | Brasile (bandiera)   | C     | Raphael Martinho              |
| 16 | Italia (bandiera)    | D     | Gianluca Comotto              |
| 17 | Francia (bandiera)   | A     | Dominique Malonga             |
| 18 | Italia (bandiera)    | C     | Marco Parolo                  |
| 20 | Finlandia (bandiera) | A     | Roope Riski                   |
| 22 | Croazia (bandiera)   | A     | Tibor Čiča                    |

| N. |                       | Ruolo | Calciatore            |
| -- | --------------------- | ----- | --------------------- |
| 23 | Croazia (bandiera)    | C     | Damjan Đoković        |
| 24 | Italia (bandiera)     | C     | Tommaso Arrigoni      |
| 25 | Svizzera (bandiera)   | D     | Steve von Bergen      |
| 27 | Italia (bandiera)     | P     | Alex Calderoni        |
| 28 | Francia (bandiera)    | D     | Yohan Benalouane      |
| 29 | Croazia (bandiera)    | A     | Marko Livaja          |
| 30 | Italia (bandiera)     | C     | Francesco Urso        |
| 31 | Italia (bandiera)     | C     | Simone Del Nero       |
| 32 | Algeria (bandiera)    | A     | Abdelkader Ghezzal    |
| 33 | Rep. Ceca (bandiera)  | D     | Daniel Pudil          |
| 43 | Italia (bandiera)     | A     | Mattia Filippi        |
| 45 | Italia (bandiera)     | A     | Nicolò Lolli          |
| 55 | Uruguay (bandiera)    | A     | Jorge Andrés Martínez |
| 70 | Albania (bandiera)    | A     | Erjon Bogdani         |
| 71 | Romania (bandiera)    | D     | Ștefan Popescu        |
| 77 | Italia (bandiera)     | D     | Luca Ceccarelli       |
| 81 | Grecia (bandiera)     | D     | Vaggelīs Moras        |
| 86 | San Marino (bandiera) | P     | Aldo Simoncini        |
| 88 | Italia (bandiera)     | P     | Nicola Ravaglia       |
|    | Italia (bandiera)     | P     | Andrea Rossini        |
|    | Italia (bandiera)     | C     | Andrea Tabanelli      |

## Calciomercato

### Sessione estiva(dall'1/7 al 31/8)
| Acquisti | Acquisti              | Acquisti             | Acquisti                         |
| R.       | Nome                  | da                   | Modalità                         |
| -------- | --------------------- | -------------------- | -------------------------------- |
| P        | Alex Teodorani        | Bellaria Igea Marina | fine prestito                    |
| P        | Andrea Rossini        | Foligno              | fine prestito                    |
| P        | Nicola Ravaglia       | SPAL                 | fine prestito                    |
| D        | Marco Rossi           | Parma                | comproprietà                     |
| D        | Gianluca Comotto      |                      | svincolato                       |
| D        | Fabio Cusaro          | Foligno              | fine prestito                    |
| D        | Luca Ricci            | Pergocrema           | fine prestito                    |
| C        | Raphael Martinho      | Catania              | prestito                         |
| C        | Antonio Candreva      | Udinese              | prestito                         |
| C        | Roberto Guana         | Palermo              | definitivo                       |
| C        | Giuseppe De Feudis    | Torino               | fine prestito                    |
| C        | David Meza Colli      | Pavia                | fine prestito                    |
| C        | Andrea Tabanelli      | Bellaria Igea Marina | fine prestito                    |
| C        | Damjan Đoković        | Monza                | definitivo                       |
| A        | Adrian Mutu           |                      | svincolato                       |
| A        | Vincenzo Rennella     | Genoa                | prestito                         |
| A        | Éder                  | Empoli               | definitivo (2,8 mln €)           |
| A        | Franco Chiavarini     | NK Zagabria          | fine prestito                    |
| A        | Jorge Andrés Martínez | Juventus             | prestito gratuito                |
| A        | Abdelkader Ghezzal    | Bari                 | prestito con diritto di riscatto |

| Cessioni | Cessioni             | Cessioni      | Cessioni                    |
| R.       | Nome                 | a             | Modalità                    |
| -------- | -------------------- | ------------- | --------------------------- |
| P        | Alex Calderoni       | Atletico Roma | fine prestito               |
| P        | Alex Teodorani       | SPAL          | prestito                    |
| P        | Andrea Rossini       | Frosinone     | prestito                    |
| D        | Yūto Nagatomo        | Inter         | riscattato (6,5 mln €)      |
| D        | Davide Santon        | Inter         | fine prestito               |
| D        | Felipe               | Fiorentina    | fine prestito               |
| D        | Paolo Dellafiore     | Palermo       | fine prestito               |
| C        | Emanuele Giaccherini | Juventus      | compartecipazione (3 mln €) |
| C        | Nicolás Gorobsov     | Torino        | fine prestito               |
| C        | Paolo Sammarco       | Sampdoria     | fine prestito               |
| C        | Luigi Piangerelli    |               | ritiro                      |
| C        | Stephen Appiah       |               | svincolato                  |
| C        | Giuseppe De Feudis   | Torino        | definitivo                  |
| C        | Ivan Fatić           | Chievo        | fine prestito               |
| C        | Andrea Tabanelli     | Giacomense    | prestito                    |
| A        | Fabio Caserta        | Atalanta      | fine prestito               |
| A        | Gabriele Paonessa    | Parma         | fine prestito               |
| A        | Igor Budan           | Palermo       | fine prestito               |
| A        | Franco Chiavarini    | Südtirol      | prestito                    |
| A        | Roope Riski          | TPS           | prestito                    |

### Sessione invernale(dal 3/1 al 31/1)
| Acquisti | Acquisti          | Acquisti     | Acquisti   |
| R.       | Nome              | da           | Modalità   |
| -------- | ----------------- | ------------ | ---------- |
| D        | Vaggelīs Moras    | Swansea City | definitivo |
| D        | Daniel Pudil      | Granada      | prestito   |
| C        | Mario Santana     | Napoli       | prestito   |
| C        | Simone Del Nero   | Lazio        | prestito   |
| A        | Vincenzo Iaquinta | Juventus     | prestito   |

| Cessioni | Cessioni           | Cessioni  | Cessioni   |
| R.       | Nome               | a         | Modalità   |
| -------- | ------------------ | --------- | ---------- |
| C        | Antonio Candreva   | Lazio     | prestito   |
| A        | Éder               | Sampdoria | definitivo |
| A        | Abdelkader Ghezzal | Levante   | prestito   |
| A        | Erjon Bogdani      | Siena     | definitivo |

## Risultati

### Serie A

#### Girone di andata
| Arbitro: | Russo (Nola) |

|                                                |           |              |
| Denis 17’ (rig.) Marilungo 18’, 44’ Peluso 71’ | Marcatori | 11’ Candreva |

| Arbitro: | Bergonzi (Genova) |

|           |           |                                      |
| Guana 24’ | Marcatori | 3’ Lavezzi 67’ Campagnaro 87’ Hamšík |

| Arbitro: | Gervasoni (Mantova) |

|                       |           |  |
| Maxi López 47’ (rig.) | Marcatori |  |

| Arbitro: | Celi (Campobasso) |

|          |           |                               |
| Mutu 14’ | Marcatori | 48’ (rig.) Hernanes 54’ Klose |

| Arbitro: | Giannoccaro (Lecce) |

|            |           |  |
| Seedorf 5’ | Marcatori |  |

| Cesena 2 ottobre 2011, ore 15:00 CEST 6ª giornata | Cesena          | 0 – 0 referto | Chievo | Stadio Dino Manuzzi (14.875 spett.)\| Arbitro: \| Banti (Livorno) \| |
| Arbitro:                                          | Banti (Livorno) |               |        |                                                                      |

| Cesena 16 ottobre 2011, ore 12:30 CEST 7ª giornata | Cesena       | 0 – 0 referto | Fiorentina | Stadio Dino Manuzzi (16.308 spett.)\| Arbitro: \| Russo (Nola) \| |
| Arbitro:                                           | Russo (Nola) |               |            |                                                                   |

| Arbitro: | Rizzoli (Bologna) |

|                        |           |  |
| González 9’ Calaiò 53’ | Marcatori |  |

| Arbitro: | Doveri (Roma) |

|                       |           |                 |
| Candreva 45+2’ (rig.) | Marcatori | 20’ (rig.) Nenê |

| Arbitro: | Guida (Torre Annunziata) |

|                              |           |  |
| Paletta 41’ A. Lucarelli 71’ | Marcatori |  |

| Arbitro: | Valeri (Roma) |

|  |           |              |
|  | Marcatori | 55’ Cuadrado |

| Arbitro: | Celi (Bari) |

|  |           |            |
|  | Marcatori | 84’ Parolo |

| Arbitro: | Rizzoli (Bologna) |

|                      |           |  |
| Mutu 70’ (rig.), 80’ | Marcatori |  |

| Arbitro: | Doveri (Roma) |

|                                |           |  |
| Marchisio 72’ Vidal 83’ (rig.) | Marcatori |  |

| Arbitro: | Calvarese (Teramo) |

|  |           |          |
|  | Marcatori | 63’ Mutu |

| Arbitro: | Romeo (Verona) |

|  |           |               |
|  | Marcatori | 63’ Ranocchia |

| Arbitro: | Gava (Conegliano) |

|                                         |           |          |
| Di Natale 1’, 82’ Asamoah 54’ Basta 75’ | Marcatori | 38’ Éder |

| Arbitro: | Valeri (Roma 2) |

|                                         |           |              |
| Mutu 20’, 39’ (rig.) Rinaudo 45’ (aut.) | Marcatori | 88’ Morimoto |

| Arbitro: | Giannoccaro (Lecce) |

|                                            |           |          |
| Totti 1’, 8’ Borini 9’ Juan 62’ Pjanić 70’ | Marcatori | 58’ Éder |

#### Girone di ritorno
| Arbitro: | Tagliavento (Terni) |

|  |           |                  |
|  | Marcatori | 76’ (aut.) Rossi |

| Napoli 1º febbraio 2012, ore 20:45 CET 21ª giornata | Napoli          | 0 – 0 referto | Cesena | Stadio San Paolo (25.297 spett.)\| Arbitro: \| Banti (Livorno) \| |
| Arbitro:                                            | Banti (Livorno) |               |        |                                                                   |

| Cesena 7 marzo 2012, ore 18:30 CET 22ª giornata | Cesena           | 0 – 0 referto | Catania | Stadio Dino Manuzzi (14.490 spett.)\| Arbitro: \| Rocchi (Firenze) \| |
| Arbitro:                                        | Rocchi (Firenze) |               |         |                                                                       |

| Arbitro: | Romeo (Verona) |

|                                  |           |                              |
| Hernanes 53’ Lulić 60’ Kozák 63’ | Marcatori | 14’ Mutu 35’ (rig.) Iaquinta |

| Arbitro: | Valeri (Roma) |

|           |           |                                        |
| Pudil 65’ | Marcatori | 29’ Muntari 31’ Emanuelson 55’ Robinho |

| Arbitro: | De Marco (Chiavari) |

|                 |           |  |
| Moscardelli 78’ | Marcatori |  |

| Arbitro: | Guida (Torre Annunziata) |

|                               |           |  |
| Moras 61’ (aut.) Nastasić 74’ | Marcatori |  |

| Arbitro: | Damato (Barletta) |

|  |           |                         |
|  | Marcatori | 30’ Brienza 36’ Bogdani |

| Arbitro: | Russo (Nola) |

|                       |           |  |
| Pinilla 14’, 45’, 57’ | Marcatori |  |

| Arbitro: | Celi (Bari) |

|                          |           |                          |
| Santana 46’ Del Nero 53’ | Marcatori | 40’ Floccari 61’ Paletta |

| Lecce 1º aprile 2012, ore 15:00 CEST 30ª giornata | Lecce           | 0 – 0 referto | Cesena | Stadio Via del Mare (6.950 spett.)\| Arbitro: \| Banti (Livorno) \| |
| Arbitro:                                          | Banti (Livorno) |               |        |                                                                     |

| Cesena 7 aprile 2012, ore 15:00 CEST 31ª giornata | Cesena          | 0 – 0 referto | Bologna | Stadio Dino Manuzzi (16.497 spett.)\| Arbitro: \| Peruzzo (Schio) \| |
| Arbitro:                                          | Peruzzo (Schio) |               |         |                                                                      |

| Arbitro: | Mazzoleni (Bergamo) |

|              |           |          |
| M. Rossi 40’ | Marcatori | 76’ Mutu |

| Arbitro: | Guida (Torre Annunziata) |

|  |           |               |
|  | Marcatori | 79’ Borriello |

| Arbitro: | Giannoccaro (Lecce) |

|                          |           |                             |
| Santana 26’ Rennella 28’ | Marcatori | 20’ Bertolo 45+2’ Silvestre |

| Arbitro: | Romeo (Verona) |

|                                  |           |                |
| Von Bergen 59’ (aut.) Zárate 72’ | Marcatori | 57’ Ceccarelli |

| Arbitro: | Damato (Barletta) |

|  |           |             |
|  | Marcatori | 4’ Fabbrini |

| Arbitro: | Merchiori (Ferrara) |

|                                    |           |  |
| Rigoni 28’ (rig.), 68’ (rig.), 85’ | Marcatori |  |

| Arbitro: | Russo (Nola) |

|                         |           |                                   |
| Del Nero 9’ Santana 90’ | Marcatori | 27’ Bojan 32’ Lamela 49’ De Rossi |

### Coppa Italia

#### Turni preliminari
| Arbitro: | Romeo (Verona) |

|              |           |  |
| Bogdani 119’ | Marcatori |  |

| Arbitro: | Giannoccaro (Lecce) |

|                                                  |           |  |
| Bogdani 11’ (rig.) Benalouane 68’ Candreva 90+2’ | Marcatori |  |

#### Fase finale
| Arbitro: | Doveri (Roma) |

|                       |           |             |
| Cavani 65’ Pandev 86’ | Marcatori | 20’ Popescu |

## Statistiche

### Statistiche di squadra
Statistiche aggiornate al 13 maggio 2012.
| Competizione | Punti | In casa | In casa | In casa | In casa | In trasferta | In trasferta | In trasferta | In trasferta | Totale | Totale | Totale | Totale | Gf | Gs | DR  |
| Competizione | Punti | G       | V       | N       | P       | G            | V            | N            | P            | G      | V      | N      | P      | Gf | Gs | DR  |
| ------------ | ----- | ------- | ------- | ------- | ------- | ------------ | ------------ | ------------ | ------------ | ------ | ------ | ------ | ------ | -- | -- | --- |
| Serie A      | 22    | 19      | 2       | 7       | 10      | 19           | 2            | 3            | 14           | 38     | 4      | 10     | 24     | 24 | 60 | −36 |
| Coppa Italia | -     | 2       | 2       | 0       | 0       | 1            | 0            | 0            | 1            | 3      | 2      | 0      | 1      | 5  | 2  | +3  |
| Totale       | -     | 21      | 4       | 7       | 10      | 20           | 2            | 3            | 15           | 41     | 6      | 10     | 25     | 29 | 62 | −33 |

### Andamento in campionato
| Giornata  | 1  | 2  | 3  | 4  | 5  | 6  | 7  | 8  | 9  | 10 | 11 | 12 | 13 | 14 | 15 | 16 | 17 | 18 | 19 | 20 | 21 | 22 | 23 | 24 | 25 | 26 | 27 | 28 | 29 | 30 | 31 | 32 | 33 | 34 | 35 | 36 | 37 | 38 |
| --------- | -- | -- | -- | -- | -- | -- | -- | -- | -- | -- | -- | -- | -- | -- | -- | -- | -- | -- | -- | -- | -- | -- | -- | -- | -- | -- | -- | -- | -- | -- | -- | -- | -- | -- | -- | -- | -- | -- |
| Luogo     | T  | C  | T  | C  | T  | C  | C  | T  | C  | T  | C  | T  | C  | T  | T  | C  | T  | C  | T  | C  | T  | C  | T  | C  | T  | T  | C  | T  | C  | T  | C  | T  | C  | C  | T  | C  | T  | C  |
| Risultato | P  | P  | P  | P  | P  | N  | N  | P  | N  | P  | P  | V  | V  | P  | V  | P  | P  | V  | P  | P  | N  | N  | P  | P  | P  | P  | P  | P  | N  | N  | N  | N  | P  | N  | P  | P  | P  | P  |
| Posizione | 16 | 19 | 19 | 20 | 20 | 19 | 20 | 20 | 20 | 20 | 20 | 20 | 19 | 19 | 19 | 19 | 19 | 18 | 17 | 19 | 19 | 19 | 19 | 19 | 19 | 19 | 20 | 20 | 20 | 20 | 20 | 20 | 20 | 20 | 20 | 20 | 20 | 20 |

Legenda:

Luogo: C = Casa; T = Trasferta. Risultato: V = Vittoria; N = Pareggio; P = Sconfitta.

## Giovanili

### Organigramma
Area direttiva
- Responsabile: Fernando Argila
- Direttore Sportivo: Luigi Piangerelli
- Segretario generale: Marco Valentini
- Allenatore: Maurizio Giordani